# 北条時子
北条 時子（ほうじょう ときこ、生没年未詳）は、平安時代末期から鎌倉時代前期の北条氏一族の女性。鎌倉幕府初代執権北条時政の娘。北条氏得宗義時流。御家人である足利義兼の正室で、足利義氏、野田朝氏室の母。母は未詳だが、北条政子の同母妹とみられている。他に兄弟は、宗時、義時、時房、阿波局、政範など。実名は未詳で、時子と伝承されているものの、その典拠は不明（保子との説も有り。）。法号は智願院殿。

## 生涯
治承5年（1181年）2月1日、姉・政子の夫である初代鎌倉将軍源頼朝の意向で、義兼の妻となる（『吾妻鏡』）。義兼は頼朝と同じく河内源氏義家流であり、頼朝の門葉とされ、また義兼の母と頼朝の母とは義理の姉妹で血縁としては叔母姪にあったが、時子との婚姻により義兼は、頼朝と相婿という更に強い関係で結ばれ、幕府内でも高い地位を得ていった。
頼朝死後、時政の他の娘達が縁付いた門葉の阿野全成、平賀朝雅、有力御家人の畠山重忠、稲毛重成、河野通信は、北条得宗家が幕府権力を掌握する過程における権力闘争により次々と滅ぼされるか勢力を失墜していった。その中で足利氏は、時子の子である義氏を最盛期として幕府への影響力は低下していくものの、源家将軍断絶後も執権北条氏とは一応の協調関係を保ち、代々北条氏から室を迎え、鎌倉期歴代当主は北条氏所生の嫡男が家督を継いでいくこととなった。
義兼との間には、足利家当主となった嫡男義氏と、一時は3代将軍源実朝の正室候補にもあげられた熱田大宮司野田朝氏室をもうけた。夭逝した瑠璃王と薬寿御前も時子の子と伝えられている。系図によっては義純も時子所生とするものもある。
没年は不明であるが、義兼（または継子の義純）が時子の菩提を弔うために建立した法玄寺（足利市）の縁起にある「蛭子伝説」では、建久7年（1196年）6月8日としている。

## 蛭子伝説
時子の死に関しては以下のような伝説が、足利氏の本領足利庄の存在した栃木県に伝承されている。
夫の義兼が、時子を足利庄に置いて鎌倉に出府していた間のことである。時子が野外にて、井戸から侍女の藤野の汲んできた生水を飲んだところ、しばらくして時子の腹が膨れて妊娠したような有様になった。これを藤野が義兼に、時子が足利忠綱と不義密通して子を孕んだと告げたため、義兼は時子を疑うようになり、時子は「死後わが身体をあらためよ」と遺言して、建久7年に自害した。
遺言のとおりに、時子の遺体を改めると、腹からは大量の蛭が出てきた。義兼は大いに悔み悲しんで時子を篤く弔い、井戸を塞ぎ、藤野を牛裂きの刑に処したという。
時子の墓である「蛭子塚」がある法玄寺では、昭和に入ってからの工事で鎌倉時代推定の五輪の塔が発掘されており、「お蛭子さま」と称されて足利市重要文化財に指定を受け、伝承には事実が含まれているとする他、義兼建立の鑁阿寺にも蛭子伝説は「蛭子堂（智願寺殿御霊屋）」「開かずの井戸」となって伝承とされ安産の神として信仰を集め、足利市指定有形文化財になっている。
伝承では幾つかの変種や相違点も見られ、藤野が義兼に虚偽を告げた理由を足利忠綱との情の縺れからくる腹いせとするものや、藤野を侍女ではなく義兼の側妻とするものもある。
法玄寺内の「蛭子塚」案内板や鑁阿寺の「蛭子堂」看板では、藤野が時子の不義の相手として名指しした人物を藤姓足利氏の足利又太郎忠綱とし、不義密通という虚言に惑わされ怒った義兼から遁走したが追い詰められ自害、または斬殺されたとして、「逆藤天満宮」（足利市）の「逆さ藤天神」の伝承とも絡められている。